# 全日本フルコンタクト空手道連盟
公益社団法人全日本フルコンタクト空手道連盟（ぜんにほんフルコンタクトからてどうれんめい、英語: Japan Full Contact Karate Organization、通称：JFKO）は、フルコンタクト空手の国内競技団体である。
フルコンタクトカラテという競技種目の確立とフルコンタクト空手道の普及、統括に向けて活動している。

## 概要
2013年に設立。
団体の方針として以下の3つを掲げる。
1. 競技種目の確立－－「フルコンタクト空手」という競技種目の確立を目指す。
2. 社会認知の向上－－公益社団法人化して日本体育協会（体協）加盟を目指す。
3. 国際的な組織化－－「ジャパンモデル」を世界各国で展開する。

上記を活動の3本柱とし、目標として「日本体育協会（のちの日本スポーツ協会）加盟」「スポーツアコード（のちのGAISF）加盟」「オリンピック種目化（一般的な言い方ではオリンピック競技化）」を掲げる。

### 主な役員
- 会長・中谷元
- 理事長・緑健児（NPO法人全世界空手道連盟新極真会）
- 副理事長・芦原英典（新国際空手道連盟芦原会館）
- 副理事長・酒井寿和（NPO法人新日本総合空手道連合会 武神）

## 歴史
2012年 新極真会（緑健児）とJKJO（渡辺正彦）が中心となって準備会議を開き設立準備を開く。
2013年 3月18日に設立記者会見を開いて設立。
2014年 5月1日、連盟会長に中谷元が就任。第1回全日本フルコンタクト空手道選手権大会を大阪市中央体育館で開催した。加盟団体236団体（選手申し込み締め切り時）中、91団体から選手が出場。ゲストとしてスポーツアコード会長のマリウス・ビゼールとKWU共同議長のユーリ・トルトネフが来日した。大会テーマソングとして長渕剛が「HOLD YOUR LAST CHANCE 2014」を提供。決勝戦後スペシャルライブとして同曲を含む9曲を歌った。また小学生以下の入場者にCDが無料配布された。
全日本空手道連盟が9月末から空手のオリンピック競技化にむけての署名集めを始めたことに合わせJFKOも「100万人の空手、100万人の署名」というキャッチコピーのもと、10月末から署名活動を開始した。11月末日までに全空連が600,658人の署名を集めたのに対してJFKOは1,033,095人の署名を集めた。署名活動に先駆け緑は全空連会長である笹川尭と会談し、集められた署名の目録を全空連に提出した。JFKOは空手のオリンピック競技化に関しては全空連に協力姿勢を示しつつフルコンタクト空手の種目化を目指すというスタンスを取っている（ファイトアンドライフ2015年2月号）。
2015年 5月16日、東京・港区のザ・プリンス パークタワー東京において「フルコンタクト空手界の現状と2ルールのオリンピック競技について」というタイトルで記者会見をおこなった。緑は「まったく別の競技として約半世紀の歴史があるふたつの種目を、どちらか一方のルールで統括するのは現実的に不可能です。フルコンタクト空手を志す子どもたちを、現行の競技ルールに近い形態でオリンピックの舞台で活躍させてあげたい」と発言し、あらためて2ルールでのオリンピック競技化を追求する姿勢を示した。またオリンピックルールのベースとなる少年ルールの組手も披露された。またJFKOの主張として「フルコンタクト空手の人口は国内20万人、世界2000万人」「別々の50年史。ノンコンタクト・オンリーは多様性の否定！？」「国内フルコンタクトの7割がJFKOでまとまる」「進む3極化。世界のフルコンタクトも7割が「2ルール」でまとまる」と項目をわけて説明した。ノンコンタクトルールのみの参加は空手史の多様性の否定であること、国内のフルコン団体の7割がJFKOに加盟したこと説明したうえで、世界のフルコン団体は新極真会、極真会館（松井章圭館長）KWU（極真世界連合）の3極化が進んでおり、そのうち新極真会とKWUが2ルールでのオリンピック採用で協力することで国際団体も7割がまとまっているとした。
5月23、24日には、第2回全日本大会を開催。前回参加しなかった白蓮会館など新たな加盟団体が参加し、267団体から375名の選手が出場した。
同年6月25日、全日本フルコンタクト空手道連盟は7月1日付けをもって、公益社団法人となったことを発表した。
同年9月28日、2020年東京オリンピック開催にあたり、東京2020大会組織委員会が追加種目の一つとして提案した『空手』が決定したが、フルコンタクトの組手は採用されないことが判明し、同連盟より声明が出された。
2016年5月21、22日に開催された第3回全日本フルコンタクト空手道選手権大会では男子中量級の前田優輝と女子軽量級の菊川結衣が3連覇を達成した。
2017年5月13、14日に開催された第4回全日本フルコンタクト空手道選手権大会では新極真会の上位勢が7月開催の第6回全世界ウエイト制空手道選手権大会出場のため出場を見送った。その結果、大会史上初めて新極真会がすべての階級で優勝を逃した。菊川結衣は優勝記録を4連覇に伸ばした。

## 開催大会
全日本青少年フルコンタクト空手道選手権
- 幼稚園年中から高校生までの幅広い年代の子供たちを対象にした大会。原則として毎年春に開催されている。

全日本フルコンタクト空手道選手権
- 年に1度開催する体重別階級制の全日本大会。前身が新極真会の全日本ウエイト制空手道選手権大会ということから大阪で開催されている。

## 他団体の反応
2014年 4月12日の朝日新聞に"「空手を五輪に」極真新団体動く"というタイトルで掲載され、全日本空手道連盟の栗原茂夫副会長と極真会館の松井章圭館長のコメントが掲載された。
栗原は「一緒にやるのは時期尚早」、松井は「五輪は素晴らしい大会。だが、今のフルコンタクト連盟は中身の方向性が見えない。『空手』として全空連のルールで五輪採用が決まれば、それに合わせて選手を出す」とコメントし消極的な姿勢を見せた。